# Black Symphony
Albums de Within Temptation
The Heart of Everything
(2007) An Acoustic Night at the Theatre
(2009)
Black Symphony est album live du groupe néerlandais de metal symphonique Within Temptation, publié le 22 septembre 2008 en Europe par GUN Records.

## Liste des chansons
| 1.  | Overture                                | 7:49 |
| 2.  | Jillian (I'd Give My Heart)             | 4:39 |
| 3.  | The Howling                             | 6:34 |
| 4.  | Stand My Ground                         | 4:31 |
| 5.  | The Cross                               | 5:02 |
| 6.  | What Have You Done (Keith Caputo)       | 5:17 |
| 7.  | Hand of Sorrow                          | 5:38 |
| 8.  | The Heart of Everything                 | 5:46 |
| 9.  | Forgiven                                | 4:59 |
| 10. | Somewhere (avec Anneke van Giersbergen) | 4:22 |
| 11. | The Swan Song                           | 4:02 |
| 12. | Memories                                | 4:02 |

| 1.  | Our Solemn Hour                               | 5:19 |
| 2.  | The Other Half (Of Me) (avec George Oosthoek) | 5:03 |
| 3.  | Frozen                                        | 4:30 |
| 4.  | The Promise                                   | 8:17 |
| 5.  | Angels                                        | 4:02 |
| 6.  | Mother Earth                                  | 6:00 |
| 7.  | The Truth Beneath the Rose                    | 7:23 |
| 8.  | Deceiver of Fools                             | 7:45 |
| 9.  | All I Need                                    | 4:55 |
| 10. | Ice Queen                                     | 7:15 |